# Lincoln (Míchigan)
Lincoln es una villa ubicada en el condado de Alcona en el estado estadounidense de Míchigan.  La localidad en el año 2010, tenía una población de 337 habitantes, con una densidad poblacional de 134,8 personas por km².

## Geografía
Lincoln se encuentra ubicada en las coordenadas 44°41′2.77″N 83°24′47.67″O / 44.6841028, -83.4132417. Según la Oficina del Censo, la localidad tiene un área total de 2,5 km² (1 mi²), de la cual 2 km² (0,8 mi²) es tierra y 0,6 km² (0,2 mi²) (22.45%) es agua.

### Localidades adyacentes
El siguiente diagrama muestra a las localidades en un radio de 32 kilómetros (19,9 mi) de Lincoln.

## Demografía
En el 2000 la renta per cápita promedia del hogar era de $24.464, y el ingreso promedio para una familia era de $29.821. El ingreso per cápita para la localidad era de $16.860. En 2000 los hombres tenían un ingreso per cápita de $30.179  contra $17.143 para las mujeres. Alrededor del 15.70% de la población estaba bajo el umbral de pobreza nacional.